# Altmelon
Altmelon je městys v Rakousku ve spolkové zemi Dolní Rakousy v okrese Zwettl. Žije v něm 848 obyvatel (podle sčítání z roku 2016).

## Poloha
Altmelon se nachází v severozápadní části spolkové země Dolní Rakousy. Rozkládá se na plošině ve výšce 900 m n. m. Jeho území charakterizují lesy a rašeliniště, ale také žulové útvary, které oblasti dodávají venkovský nádech. Obyvatelé Altmelonu to zde nazývají „Steinreich“, neboli Kamenná říše. Městysem prochází silnice B 119, která směřuje ze severu (od Groß Gerungs) na jih, kde se u města Amstetten napojuje na dálnici.

### Členění
Území městyse Windigteig se skládá z jedenácti částí (v závorce uveden počet obyvatel k 1.1.2015):
- Altmelon (291)
- Dietrichsbach (69)
- Dürnberg (0)
- Fichtenbach (52)
- Großpertenschlag (113)
- Kleinpertenschlag (130)
- Kronberg (45)
- Kronegg (62)
- Marchstein (19)
- Perwolfs (37)
- Schwarzau (31)

## Historie
První písemná zmínka o Altmelonu je z roku 1259 pod názvem „Mailan“. Osady Perwolfs a Pertenschlag (dnes Großpertenschlag) byly poprvé zmíněny roku 1371. Dietrichsbach byl založen roku 1700 baronem Ferdinandem z Dietrichsteinu, majitelem panství Arbesbach, zakladatelem a vlastníkem sklárny a pivovaru. Ještě později v 18. století vznikly Kleinpertenschlag, Fichtenbach a Kronegg (dříve Cronets) jako dřevorubecké osady.
Roku 1854 byly utvořeny obce Altmelon (katastrální území: Altmelon, Dietrichsbach a Perwolfs) a Großpertenschlag (katastrální území: Großpertenschlag, Kleinpertenschlag a Fichtenbach). V roce 1970 se obě spojily pod názvem Pertenschlag-Melon, ale roku 1985 se název změnil pouze na Altmelon.

## Osobnosti
- Christine Nöstlingerová, spisovatelka

## Galerie

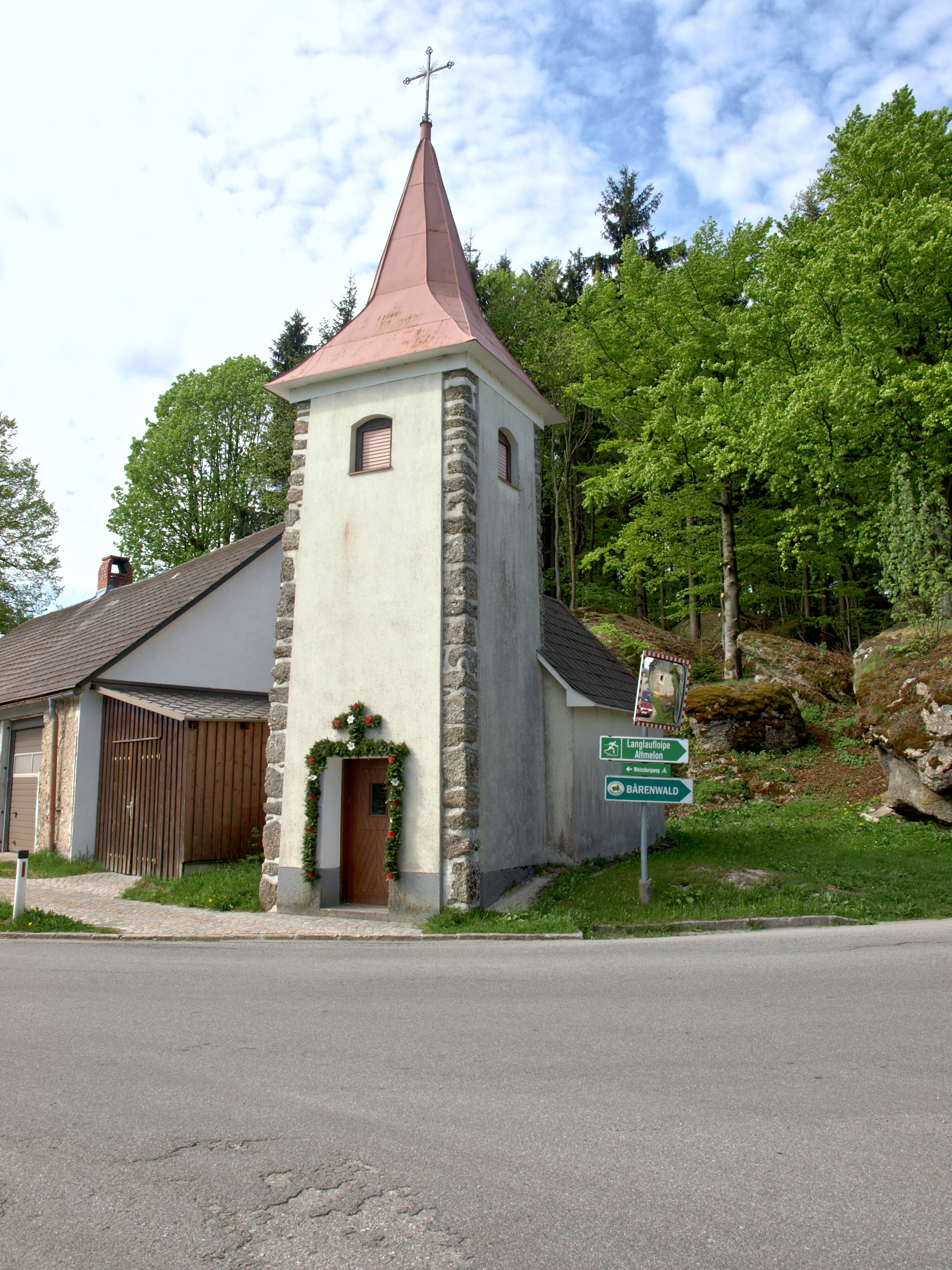
Místní kaplička v Kleinpertenschlagu
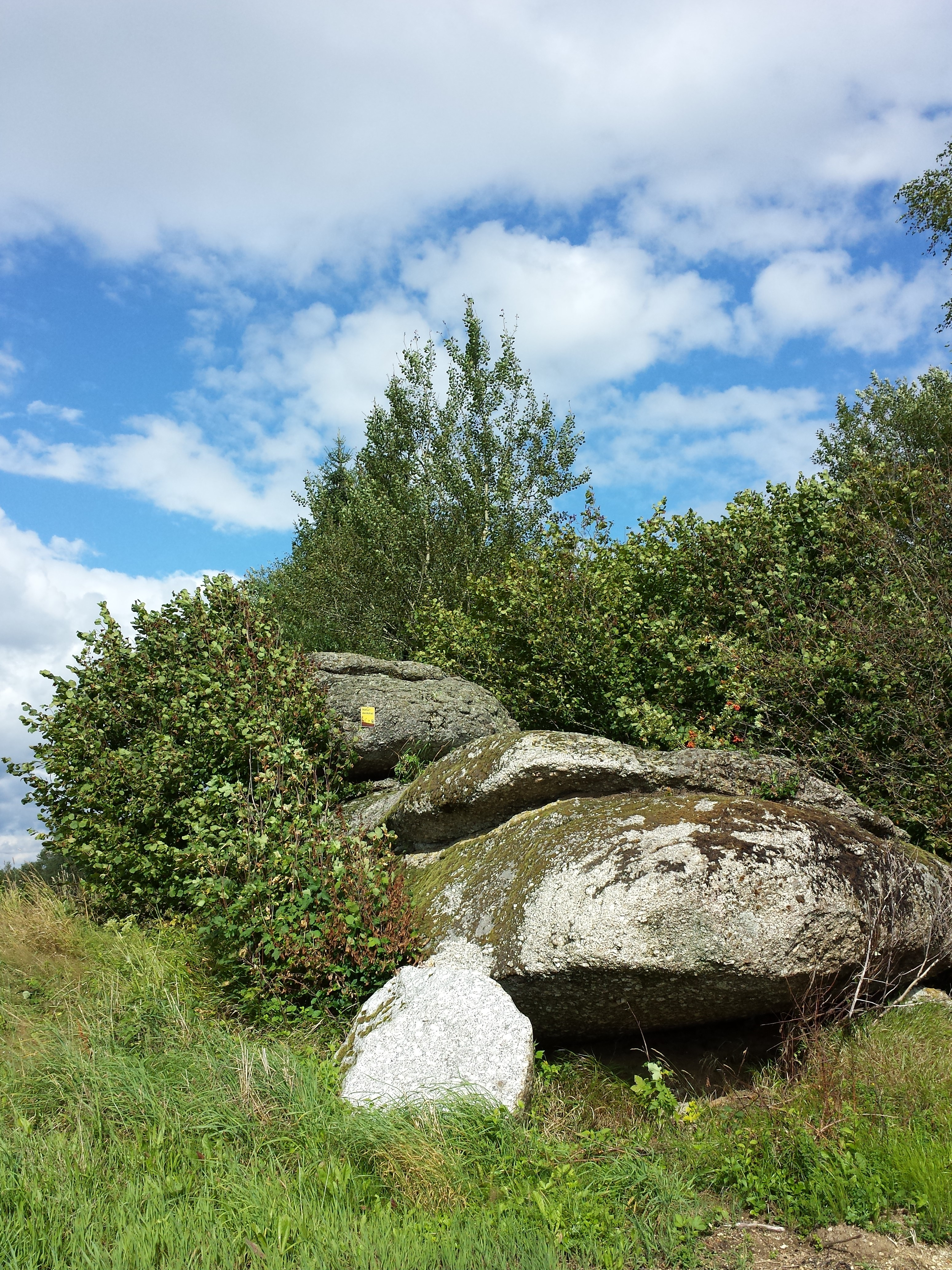
Žulové útvary u Altmelonu
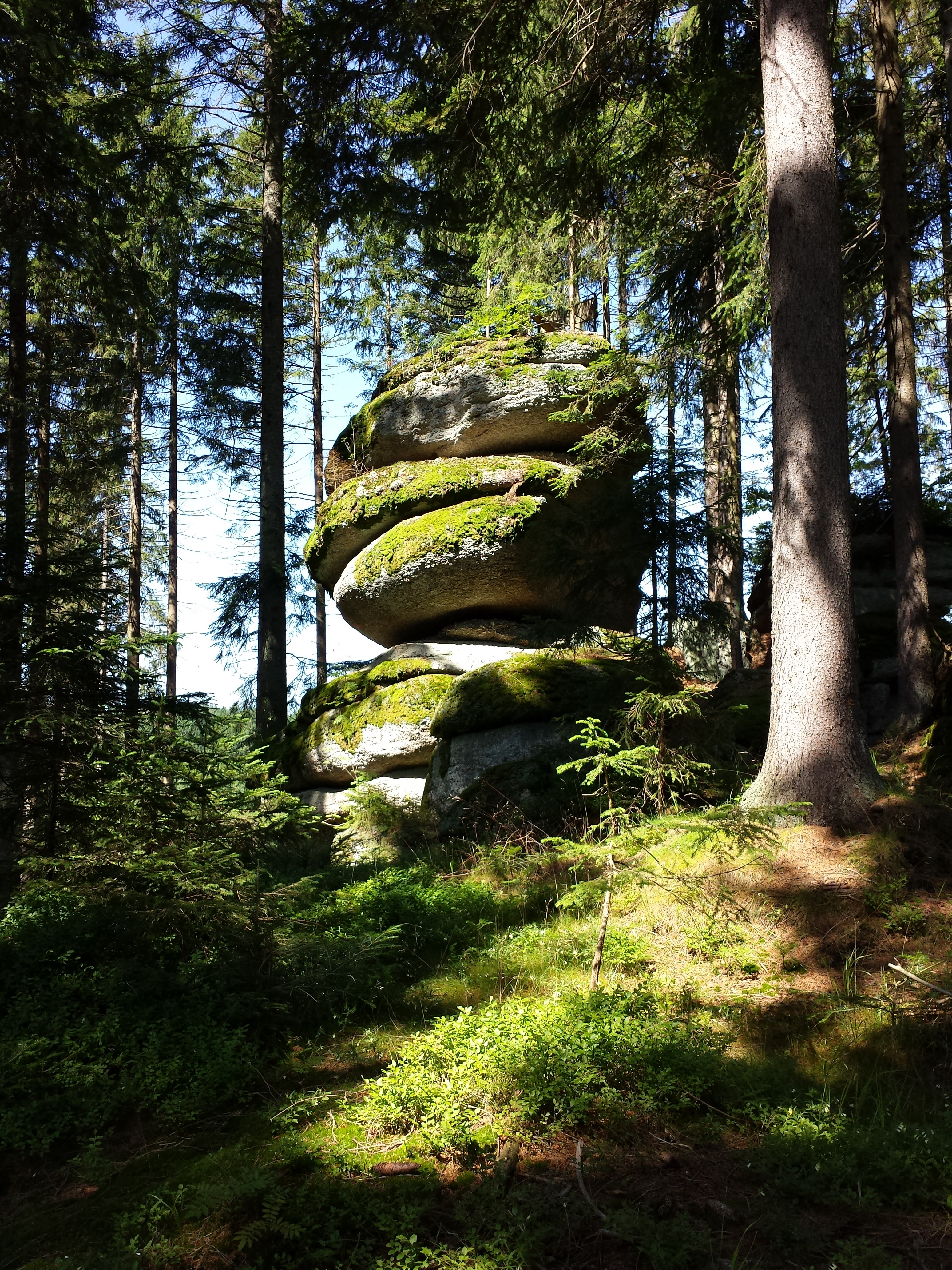
Žulový útvar v lese u Altmelonu
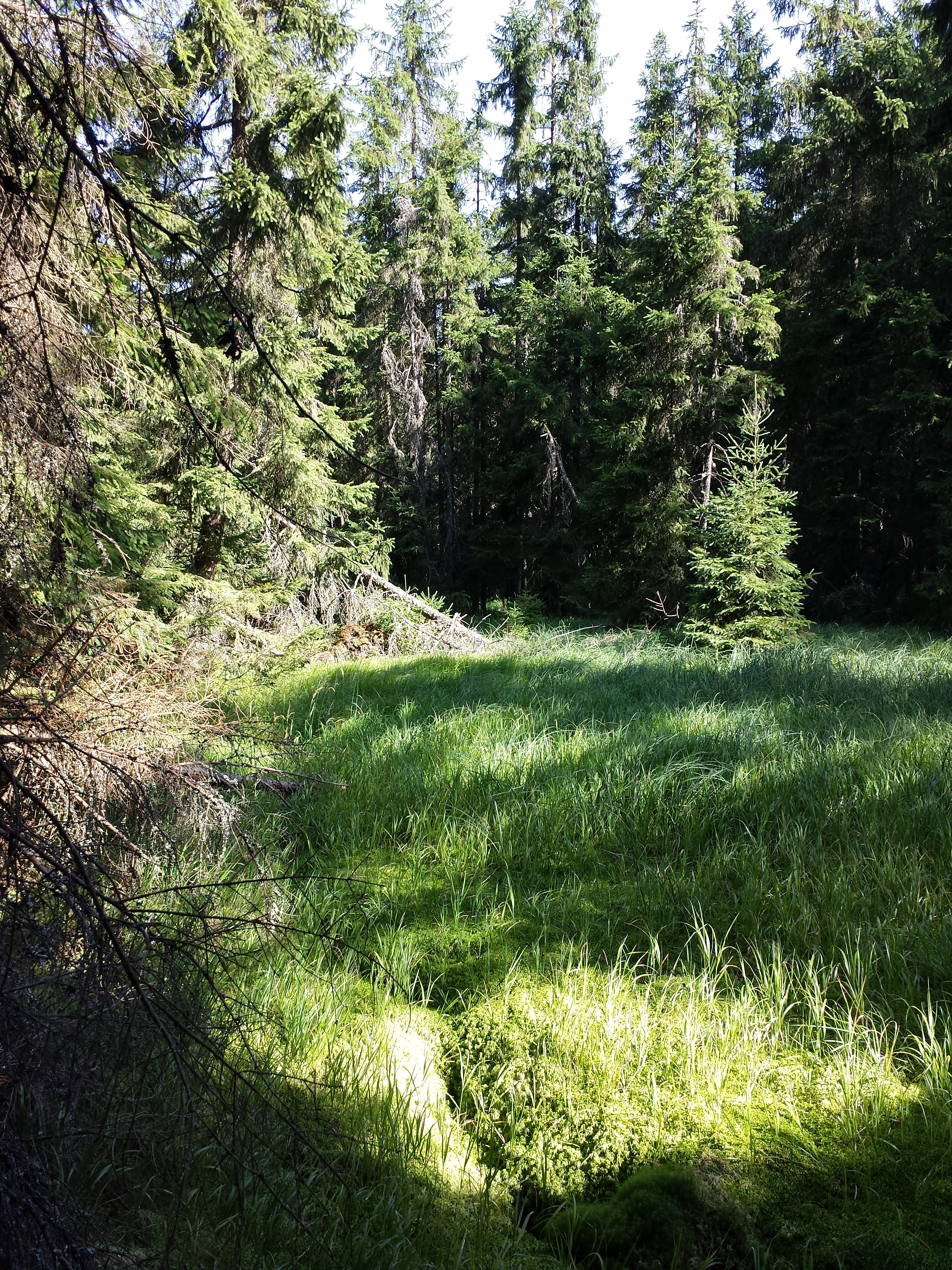
Rašeliniště u Altmelonu